# Vesicularia hilliana
Vesicularia hilliana là một loài Rêu trong họ Hypnaceae. Loài này được (Hampe) B.H. Allen miêu tả khoa học đầu tiên năm 1987.